# Billy Konchellah
Billy Konchellah (ur. 20 października 1961 w Kilgoris) – kenijski lekkoatleta, dwukrotny mistrz świata na 800 metrów.

## Sukcesy (wszystkie w biegu na 800 metrów)
- wygrana na zawodach Olympic Boycott Games 1980[1]
- 4. miejsce podczas Igrzysk olimpijskich (Los Angeles 1984)
- złoty medal Igrzysk afrykańskich (Nairobi 1987)
- złoto na Mistrzostwach Świata w Lekkoatletyce (Rzym 1987)
- złoty medal podczas Mistrzostw Świata (Tokio 1991)
- brąz Mistrzostw Świata w Lekkoatletyce (Stuttgart 1993)

Po zakończeniu kariery popadł w konflikt z prawem, w 2005 został skazany przez fiński sąd na 2,5 roku więzienia za gwałt, wykorzystywanie seksualne nieletnich oraz narkotyki.
Jego brat – Patrick Konchellah oraz syn – Youssef Saad Kamel również odnoszą liczne sukcesy na 800 metrów.

## Rekordy życiowe
- Bieg na 400 m – 45.38 (1979)
- Bieg na 800 m – 1:43.06 (1987)